# Pui de Pouet
El Pui de Pouet és una muntanya de 2.021,6 metres d'altitud que es troba a cavall dels termes municipals de la Guingueta d'Àneu (antic terme d'Escaló) i de Vall de Cardós (Ribera de Cardós), a la comarca del Pallars Sobirà.
Està situat a la meitat meridional de la Serra d'Aurati, al sud-oest del poble de Ribera de Cardós.
És dins de l'àmbit del Parc Natural de l'Alt Pirineu.